# Oligia pallida
Oligia pallida là một loài bướm đêm trong họ Noctuidae.